# Честер Мејсон
Честер Мејсон (енгл. Chester Mason; Кливленд, 25. април 1981) је бивши амерички кошаркаш. Играо је на позицијама плејмејкера и бека.

## Каријера
Похађао је универзитет Мајами, а од 2005. године променио је неколико средина по нижим америчким лигама. На почетку сезоне 2007/08. био је у кампу Кливленд кавалирса, а онда се први пут на мало дуже време преселио у Европу. У словеначком првенству је за Златорог Лашко одиграо 20 утакмица, након чега се вратио у САД. Опет је неко време играо у развојној лиги, да би у марту 2009. потписао за Широки, са којим је освојио титулу првака БиХ. Сезона 2009/10. била му је најбоља у каријери, барем што се европског дела тиче. За тим из Херцеговине је у НЛБ лиги одиграо 25 утакмица, у просеку по 32 минута, те је за то време постизао 13,5 поена (53% за два, 22% за три, 72% сл.бацања), уз 8,1 скокова, 4,6 асистенција, те валоризацију 20. Био је најкориснији играч лиге, а у статистици је остао записан по још два податка. Аутор је првог трипл-дабл учинка у Јадранској лиги (12п, 11ск, 10ас против Хелиоса), те је остварио други највећи индекс у једној утакмици. У победи против Цедевите сакупио је чак 57 индексних поена. Касније је предводио свој тим и до одбране титуле првака БиХ.
У лето 2010. потписао је уговор са Вентспилсом. У летонској лиги је био на просецима од 12,8 поена, 5,8 скокова и 4 асистенције за 29 минута, а нешто слабије бројке имао је у Балтичкој лиги (20мин, 7,1п, 4,3ск, 2,4ас). У Еврочеленџу је, до раскида уговора средином децембра, играо у просеку 14 минута, уз учинак од 2,3 поена, 3,3 скока и 1,3 асистенцију. Почетком јануара 2011. потписује за Задар. У НЛБ лиги лиги је Мејсон за Задар одиграо 7 утакмица, просечно по 23 минута, уз учинак од 8,9 поена и 6,4 скока, док је у 4 утакмице Еврочеленџа, за 22 минута у просеку постизао 9,8 поена, уз 4 скока. Наступио је и у финалу купа Крешимира Ћосића, и постигао 12 поена, уз 4 скока за 20 минута, а то је била његова последња утакмица у задарском дресу. Након Задра променио је још неколико клубова, а последњи тим за који је наступао је био руски Новосибирск.

## Успеси

### Клупски
- Широки:
  - Првенство БиХ (2): 2008/09, 2009/10.

### Појединачни
- Најкориснији играч Јадранске лиге (1): 2009/10.